# 利特爾彭尼 (加利福尼亞州)
利特爾彭尼（英語：Little Penny）是位於美國加利福尼亞州門多西諾縣的一個非建制地區。該地的面積和人口皆未知。

## 地理
利特爾彭尼的座標為39°55′22″N 123°27′28″W / 39.92278°N 123.45778°W，而該地的平均海拔高度為268米（即879英尺）。